# 菊川市消防本部
菊川市消防本部（きくがわししょうぼうほんぶ）は、静岡県菊川市の消防部局（消防本部）。管轄区域は菊川市全域。
非常備消防機関（消防団）である菊川市消防団についてもあわせて記載する。

## 概要

### 菊川市消防本部
- 消防本部：菊川市東横地385番地
- 管内面積：94.24平方キロメートル
- 職員定数：63人
- 消防署1カ所
- 主力機械（2018年（平成30年）4月1日現在）
  - 水槽付消防ポンプ自動車：2
  - 小型動力ポンプ付水槽車：1
  - 化学消防ポンプ自動車：1
  - 救助工作車：1
  - 資機材搬送車：1
  - 司令車：1
  - 指揮車：1
  - 連絡車：3
  - 高規格救急車：3
  - 団指揮広報車：1

### 菊川市消防団
- 消防団本部：菊川市東横地385番地
- 団員：327名
- 分団数：3方面隊8分団16部
- 主力機械（2018年（平成30年）4月1日現在）
  - 消防ポンプ車：16（各部に1）
  - 可搬ポンプ：16（本部に1、8分団2部を除く各部に1）
  - 指令車：1

## 沿革

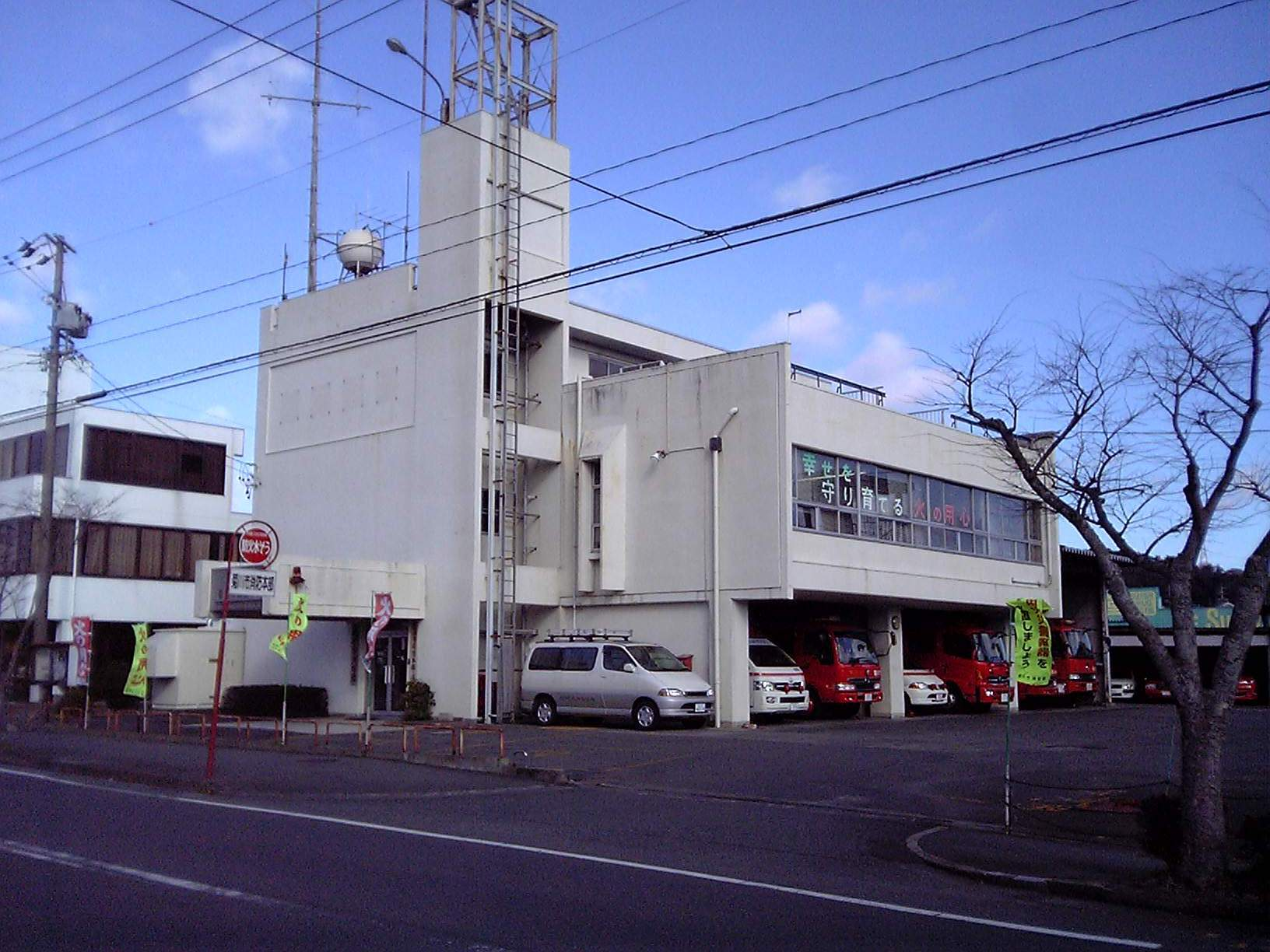
移転前の菊川市消防本部（2010年1月）

- 1972年（昭和47年）4月 - 小笠郡菊川町、小笠町、大浜町、城東村、大須賀町を管轄とする一部事務組合 小笠地区消防組合として発足。職員数27。
- 1973年（昭和48年）4月 - 小笠郡大浜町と城東村が合併し大東町となる。
- 2005年（平成17年）1月17日 - 小笠郡菊川町と小笠町が合併し菊川市となる。
- 2005年（平成17年）3月31日 - 小笠郡大東町と大須賀町が掛川市と合併することに伴い脱退。両町を管轄していた南分署を掛川市消防本部に移管して職員のうち24名を掛川市消防本部に移籍。これにより加入自治体が菊川市のみとなったため、一部事務組合を解散する。
- 2005年（平成17年）4月1日 - 菊川市消防本部発足。職員定数65。
- 2014年（平成26年）4月1日 - 菊川市半済から市内東横地へ移転。

## 組織

### 菊川市消防本部
- 本部
  - 消防総務課
    - 消防団係
    - 庶務係

  - 警防課
    - 警防係
    - 企画係

  - 予防課
    - 予防係
    - 危険物係
- 菊川市消防署
  - 指揮係
    - 第1当直
    - 第2当直
    - 第3当直

  - 第1当直、第2当直、第3当直
    - 消防救助係
    - 救急係

### 菊川市消防団
- 第1方面隊
  - 第1分団
    - 1部
    - 2部
    - 3部

  - 第4分団
    - 1部
    - 2部
- 第2方面隊
  - 第2分団
    - 1部
    - 2部
    - 3部

  - 第3分団
    - 1部
    - 2部
    - 3部
- 第3方面隊
  - 第5分団
  - 第6分団
  - 第7分団
  - 第8分団
    - 1部
    - 2部

## 消防署
| 消防署       | 住所          |
| ------------ | ------------- |
| 菊川市消防署 | 東横地385番地 |